# Idiophthalma pantherina
Idiophthalma pantherina är en spindelart som beskrevs av Simon 1889. Idiophthalma pantherina ingår i släktet Idiophthalma och familjen Barychelidae.
Artens utbredningsområde är Venezuela. Inga underarter finns listade i Catalogue of Life.